# You Go Lady
「You Go Lady」（ユー ゴー レディ）は、久保田利伸の40枚目のシングル。2018年3月28日にSME Recordsから発売された。

## 概要
前作「Upside Down/Free Style」以来、3年9ヶ月ぶりのシングル。ミュージック・ビデオ収録DVD付の初回限定盤と通常盤の2形態で発売。

## 収録曲
全曲　作詞・作曲：久保田利伸
1. You Go Lady
  - コーセー「ESPRIQUE くちびる、もっと、わがままに」篇CMソング
2. SOUL BANGIN'〜B.LEAGUE EARLY CUP 2017 Version〜
  - 「B.LEAGUE EARLY CUP 2017 公式テーマソング
3. You Go Lady （Instrumental）
4. SOUL BANGIN'〜B.LEAGUE EARLY CUP 2017 Version〜（Instrumental）

### 初回限定盤DVD
1. You Go Lady（ミュージック・ビデオ）